# Turmhügel Seibelsdorf
Der Turmhügel Seibelsdorf ist eine abgegangene Turmhügelburg (Motte) etwa 2000 Meter nordnordöstlich der Ortsmitte von Seibelsdorf, einem Gemeindeteil des Marktes Marktrodach im Landkreis Kronach in Bayern.
Von der ehemaligen Mottenanlage ist nichts erhalten.